# Derecho de autor

El símbolo del copyright, “©”, se usa para indicar que una obra está sujeta al derecho de autor.

El derecho de autor es un conjunto de normas jurídicas y principios que afirman los derechos morales y patrimoniales que la ley concede a los autores (los derechos de autor), por el simple hecho de la creación de una obra literaria, artística, musical, científica o didáctica, esté publicada o inédita. La legislación sobre derechos de autor en Occidente se inicia en 1710 gracias al Estatuto de la Reina Ana.
En el derecho anglosajón, se utiliza la noción de copyright (traducido literalmente como ‘derecho de copia’) que —por lo general— comprende la parte patrimonial de los derechos de autor (derechos patrimoniales).
En el derecho literario, comprende el derecho de las historias basadas en hechos o personajes reales, los personajes tienen derecho a leer la obra, mientras es escrita.
Una obra pasa al dominio público cuando los derechos patrimoniales han expirado. Esto sucede habitualmente transcurrido un plazo desde la muerte del autor (post mortem auctoris). El plazo mínimo, a nivel mundial, es de 50 años y está establecido en el Convenio de Berna. Muchos países han extendido ese plazo ampliamente. Por ejemplo, en el Derecho europeo, son 70 años desde la muerte del autor; en México son 100 años. Una vez pasado ese tiempo, dicha obra entonces puede ser utilizada en forma libre, respetando los derechos morales.

## Historia
Desde los orígenes de la humanidad, las obras no tuvieron prohibiciones de copia, de reproducción ni de edición. Es posible mencionar casos tan antiguos como el arte rupestre, creado hace 40 milenios en la Cueva de El Castillo en España, o el Poema de Gilgamesh, desarrollado desde hace cuatro milenios por los sumerios, escrito y preservado hace 2650 años gracias al rey asirio Asurbanipal.
Luego de la aparición de la imprenta, se facilitó la distribución y copia masiva de las obras, y posteriormente surgió la necesidad de establecer regulaciones de monopolio sobre las obras no como objetos materiales, sino como fuentes de propiedad intelectual.
Los primeros casos que se recogen en leyes sobre el derecho de copia provienen de la antigua Irlanda. El Cathach es el manuscrito irlandés más antiguo existente de los Salmos (principios del siglo VII) y el ejemplo más antiguo de la literatura irlandesa. Contiene una Vulgata de los Salmos XXX (10) al CV (13), y es una versión con una indicación de interpretación o de partida antes de cada salmo. Tradicionalmente se atribuye su creación a san Columba como el copista, y dicha copia se hizo de forma extraordinaria en una sola noche a toda prisa gracias a una luz milagrosa, de un salterio prestado a San Columba por san Finnian. Surgió una controversia sobre la propiedad de la copia, y el rey Diarmait Mac Cerbhaill dictó la siguiente frase: «A cada vaca le pertenece su cría; por lo tanto, a cada libro le pertenece su copia».
Aunque formalmente suele datarse el nacimiento del derecho de autor y del copyright durante el siglo XVIII, en realidad se puede considerar que el primer autor en reclamar derechos de autor en el mundo occidental, mucho antes que el Estatuto de la Reina Ana de 1710 del Reino Unido o las disputas de 1662 en las que interfirió la Unión de las Coronas, fue Antonio de Nebrija, creador de la célebre Gramática castellana e impulsor de la imprenta en la Universidad de Salamanca a fines del siglo XV.
Más tarde, en la Inglaterra del siglo XVIII los editores de obras (los libreros) argumentaban la existencia de un derecho a perpetuidad a controlar la copia de los libros que habían adquirido de los autores. Dicho derecho implicaba que nadie más podía imprimir copias de las obras sobre las cuales tuvieran el copyright.

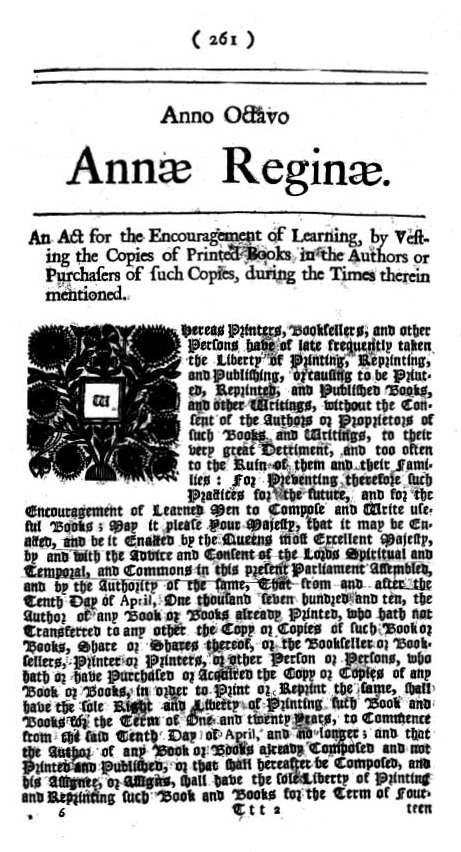
El Estatuto de la reina Ana entró en vigor en 1710.

El Estatuto de la Reina Ana, aprobado por el parlamento inglés en 1710, fue la primera norma sobre copyright de la historia occidental. Esta ley establecía que todas las obras publicadas recibirían un plazo de copyright de 14 años, renovable por una vez si el autor se mantenía con vida (o, sea, un máximo de 28 años de protección). Mientras que todas las obras publicadas antes de 1710 recibirían un plazo único de 21 años, contados a partir de esa fecha. Sin embargo, el dominio público en el derecho anglosajón solo nació en 1774, tras el caso Donaldson contra Beckett en que se discutió la existencia del copyright a perpetuidad (la Cámara de los Lores resolvió 22 votos a 11 en contra de esa idea).
Estados Unidos incorporó los principios sentados en Inglaterra sobre el copyright. Así, la Constitución de 1787, en el artículo I, sección 8, cláusula 8 (la cláusula del progreso) permite establecer en favor de los autores «monopolios limitados en el tiempo». En 1790, el Congreso de Estados Unidos promulgó la primera Copyright Act ('Ley sobre copyright'), y creó un sistema federal de copyright y lo protegió por un plazo de catorce años, renovable por igual término si el autor estaba vivo a su vencimiento (o sea, un máximo de 28 años de protección). Si no existía renovación, su obra pasaba al dominio público.
Mientras en Estados Unidos el copyright se convertía en un derecho de propiedad comerciable, en Francia y en Alemania se desarrolló el derecho de autor, bajo la idea de expresión única del autor. En esa línea, el filósofo alemán Immanuel Kant decía que «una obra de arte no puede separarse de su autor».
En Francia en 1777, Pierre-Augustin de Beaumarchais (autor de la comedia El barbero de Sevilla) fundó la primera organización para promover el reconocimiento de los derechos de los autores. Pero hubo que esperar al final de la Revolución francesa para que la Asamblea Nacional aprobara la primera Loi du droit d'auteur (‘Ley de derecho de autor’) en 1791.
En 1790, las obras protegidas por la Copyright Act de Estados Unidos eran solo los «mapas, cartas de navegación y libros» (no cubría las obras musicales o de arquitectura). Este copyright otorgaba al autor el derecho exclusivo a publicar las obras, por lo que solo se violaba tal derecho si reimprimía la obra sin el permiso de su titular. Además, este derecho no se extendía a las «obras derivadas» (era un derecho exclusivo sobre la obra en particular), por lo que no impedía las traducciones o adaptaciones de dicho texto. Con los años, el titular del copyright obtuvo el derecho exclusivo a controlar cualquier publicación de su obra. Sus derechos se extendieron, de la obra en particular, a cualquier obra derivada que pudiera surgir con base en la «obra original».

Expansión de la ley de derechos de autor de los EE. UU. (Suponiendo que los autores creen sus obras antes de los 35 años y vivan durante setenta años)

Asimismo, el Congreso de los Estados Unidos incrementó en 1831 el plazo inicial del copyright de 14 a 21 años (o sea, se llegó a un máximo de 42 años de protección) y en 1909 extendió el plazo de renovación de 21 a 28 años (obteniéndose un máximo de 56 años de protección). Y, a partir de los años 50, comenzó a extender los plazos existentes en forma habitual (1962, 1976 y 1998).

### En América Latina
En América Latina, se adoptaron legislaciones específicas sobre derechos de autor durante el siglo XIX, en adición a la protección plasmada en las constituciones estos países recientemente independizados. Por ejemplo, Chile en 1834, Colombia en 1834, Venezuela en 1839 y Perú en 1849. México aplicó la normativa española hasta 1846, cuando adoptó su propia ley sobre derechos autorales. Otros países de la región aprobaron legislación más tarde, durante el siglo XIX. Brasil no adoptó su primera ley especial en la materia sino hasta 1898, pero ya desde 1830 su legislación criminal proveía protección a las obras de los creadores. Argentina es el caso más tardío, porque apenas disponía de un conjunto fragmentario de normas hasta la adopción de una ley especial en 1910.

### Tratados internacionales
En marzo del 2002 entró en vigor el Tratado de la OMPI sobre Derecho de Autor (WCT) y en mayo de 2002 el Tratado de la OMPI sobre Interpretación o Ejecución y Fonogramas (WPPT).
Ambos «Tratados de Internet» (como se les conoce) fueron acordados en 1996 por la Organización Mundial de la Propiedad Intelectual. Actualizan y complementan el Convenio de Berna e introducen elementos de la sociedad digital. Tomó un total de 6 años (1996-2002) conseguir la ratificación de estos nuevos tratados por parte de 30 países, el mínimo exigido para su aplicación.

## Campo de aplicación
La protección del derecho de autor abarca únicamente la expresión de un contenido, pero no las ideas. Para su nacimiento no necesita de ninguna formalidad, es decir, no requiere de la inscripción en un registro o el depósito de copias, los derechos de autor nacen con la creación de la obra.
Son objeto de protección las obras originales, del campo literario, artístico y científico, cualquiera que sea su forma de expresión, soporte o medio. Entre otras:
- Libros, folletos y otros escritos;[3][4][6]
- Obras dramáticas o dramático-musicales;[3][4][6]
- Obras coreográficas y las pantomimas;[3][4][6]
- Composiciones musicales con o sin letra;[3][4][6]
- Obras musicales y otras grabaciones sonoras;[3][4][6]
- Obras cinematográficas y otras obras audiovisuales;[3][4][6]
- Obras de dibujo, pintura, escultura, grabado, litografía;[3][4][6]
- Historietas gráficas, tebeos o cómics, así como sus ensayos o bocetos;[3][4][6]
- Obras fotográficas;[3][4][6]
- Gráficos, mapas y diseños relativos a la geografía, a la topografía o a las ciencias;[3][4][6]
- Los proyectos, planos, maquetas y diseños de obras arquitectónicas y de ingeniería.[3][4][6]
- Programas informáticos.[3][4][6]
- Entrevistas.[3][4][6]
- Sitios web.[3][4][6]

### Categorías no elegibles
Hay varias categorías de materiales que generalmente no son elegibles para la protección de derecho de autor. Estas incluyen entre otras como estas:
- Trabajos que no han sido fijados en una forma de expresión tangible. Por ejemplo: obras coreográficas que no han sido escritas o grabadas, o discursos improvisados o presentaciones que no han sido escritas o grabadas.[4]
- Títulos, nombres, frases cortas y lemas, símbolos o diseños familiares, meras variantes de decoración tipográfica, letras o colores; meras listas de ingredientes o contenidos.[4]
- Ideas, procedimientos, métodos, sistemas, procesos, conceptos, principios, descubrimientos, aparatos, como diferenciaciones de una descripción, explicación o ilustración.[4]
- Obras que consisten en su totalidad de información que es de conocimiento público y no representan un trabajo que tenga un autor original. (Por ejemplo: calendarios, tablas de peso y estatura, cintas métricas o reglas, y listas o tablas obtenidas de documentos públicos u otras fuentes de uso común).[4]
- Las leyes, reglamentos y demás normas. Se pueden publicar, pero no dan exclusividad: otros pueden también publicar ediciones de las leyes. En los casos de obras como concordancias, correlaciones, comentarios y estudios comparativos de las leyes, sí pueden ser protegidas en lo que tengan de trabajo original del autor.[7][8]

#### La mera fotografía
Se considera meras fotografías a las imágenes tomadas por medios fotográficos o análogos que no sean creaciones intelectuales propias del autor. Esta figura recibe distinto grado de protección en cada país.
Según la Ley de la Propiedad Intelectual española, el realizador de las denominadas meras fotografías carece de derechos de autor, pero disfruta del derecho exclusivo de distribución, reproducción o explotación durante 25 años contados desde el 1 de enero del año siguiente a la fecha de realización de la fotografía o reproducción.

## Clases de derechos de autor
Dentro de la tradición jurídica del Derecho continental, Derecho internacional y Derecho mercantil, se suelen distinguir los siguientes tipos de derechos de autor:
- Derechos patrimoniales: son aquellos que permiten de manera exclusiva la explotación de la obra hasta un plazo contado a partir de la muerte del último de los autores, posteriormente pasan a formar parte del dominio público pudiendo cualquier persona explotar la obra.[3][4][6]
- Derechos morales: son aquellos ligados al autor de manera permanente y son irrenunciables e imprescriptibles.[3][4][6]
- Derechos conexos: son aquellos que protegen a personas distintas al autor, como pueden ser los artistas, intérpretes, traductores, editores, productores, etc.[3][4][6]
- Derechos de reproducción: es un fundamento legal que permite al autor de la obra impedir a terceros efectuar copias o reproducciones de sus obras.[3][4][6]
- Derecho de comunicación pública: derecho en virtud del cual el autor o cualquier otro titular de los derechos puede autorizar una representación o ejecución viva o en directo de su obra, como la representación de una pieza teatral o la ejecución de una sinfonía por una orquesta en una sala de concierto. Cuando los fonogramas se difunden por medio de un equipo amplificador en un lugar público, como una discoteca, un avión o un centro comercial, también están sujetos a este derecho.[3][4][6]
- Derechos de traducción: para reproducir y publicar una obra traducida se debe solicitar un permiso del titular de la obra en el idioma original.[3][4][6]

### Derecho de autor ycopyright
El derecho de autor y copyright constituyen dos concepciones sobre la propiedad literaria y artística. El primero proviene de la familia del derecho continental, particularmente del derecho francés, mientras que el segundo procede del derecho anglosajón (o common law).
El derecho de autor se basa en la idea de un derecho personal del autor, fundado en una forma de identidad entre el autor y su creación. El derecho moral está constituido como emanación de la persona del autor: reconoce que la obra es expresión de la persona del autor y así se le protege.
La protección del copyright se limita estrictamente a la obra, sin considerar atributos morales del autor en relación con su obra, excepto la paternidad; no lo considera como un autor propiamente tal, pero tiene derechos que determinan las modalidades de utilización de una obra.

### Derechos del titular
El titular de los derechos de autor goza de derechos exclusivos respecto de:
- Reproducir la obra en copias o fonogramas.[4]
- Preparar obras derivadas basadas en la obra.[4]
- Distribuir copias o fonogramas de la obra al público vendiéndolas o haciendo otro tipo de transferencias de propiedad tales como alquilar, arrendar o prestar dichas copias.[4]
- Mostrar la obra públicamente, en el caso de obras literarias, musicales, dramáticas coreográficas, pantomimas, obras pictóricas, gráficas y esculturales, incluyendo imágenes individuales de películas u otras producciones audiovisuales.[4]
- En el caso de grabaciones sonoras, interpretar la obra públicamente a través de la transmisión audio-digital.[4]

La protección del derecho de autor existe desde que la obra es creada de una forma fijada. El derecho de autor sobre una obra creada se convierte inmediatamente en propiedad del autor que creó dicha obra. Solo el autor o aquellos cuyos derechos derivan del autor pueden reclamar propiedad.
Los autores de una obra colectiva son codueños del derecho de autor de dicha obra a menos que haya un acuerdo que indique lo contrario.
El derecho de autor de cada contribución individual de una publicación periódica o en serie, o cualquier otra obra colectiva, existe aparte del derecho de autor de una obra colectiva en su totalidad y están conferidos inicialmente al autor de cada contribución. La mera posesión de un libro, manuscrito, pintura o cualquier otra copia o fonograma le otorga al dueño el derecho de autor.
Los menores de edad pueden reclamar derecho de autor, pero las leyes específicas pueden reglamentar cualquier transacción relacionada con este tema donde ellos sean parte.

## Limitaciones y excepciones
Las limitaciones y excepciones al derecho de autor son un mecanismo legal que limitan los derechos patrimoniales exclusivos conferidos a los autores y titulares de derechos de autor, en beneficio de intereses públicos de acceso y utilización de las obras intelectuales. Estas limitaciones y excepciones permiten la utilización de las obras en determinadas condiciones sin requerir el permiso del titular de derechos, y deben estar manifiestas en la legislación de derecho de autor para que los beneficiarios puedan hacer uso de ellas.
Las limitaciones y excepciones funcionan como una forma de equilibrar los intereses individuales de autores y titulares de derechos con el derecho colectivo de acceso a la información.

## Infracción de derecho de autor
Una infracción de derechos de autor, infracción de copyright o violación de copyright es un uso no autorizado o prohibido de obras cubiertas por las leyes de derechos de autor, como el derecho de copia, de reproducción o el de producir una obra derivada.
También es habitual el uso del término piratería, a menudo de forma peyorativa, para referirse a las copias de obras sin el consentimiento del titular de los derechos de autor.
El informático Richard Stallman y el experto en propiedad intelectual Eduardo Samán, entre otros, argumentan que el uso de la expresión "piratería" para referir a las copias no autorizadas es una exageración que pretende equiparar el acto de compartir con la violencia de los piratas de barcos, criminalizando a los usuarios. La Free Software Foundation incluye esta acepción del término en su nómina de expresiones a evitar en materia de derechos de autor.
En suma, la piratería consiste en copiar ilegalmente: libros, música, películas, software y videojuegos.

## Licencias y contenidos libres
Internet ha sido desde sus inicios una herramienta para la distribución de contenidos tanto de textos como de programas de cómputo, posteriormente ha sido también un medio de difusión de obras digitales en tiendas como la app store, aunque también las redes sociales han permitido la difusión, descarga directa y distribución de obras libres en redes P2P y el intercambio de archivos.
Debido a las limitaciones que impone el modelo de los derechos de autor, se han desarrollado además del dominio público otras licencias libres como el copyleft y las licencias Creative Commons que han servido de base para la producción de obras literarias, musicales, animadas, de cine. En el ámbito de la informática la Free Software Foundation creó las licencias GPL y LGPL destinadas a la libre copia, reproducción, distribución del software y hardware.

## Críticas

### Protección desproporcionalmente prolongada
Según la Convención de Berna, la mayor parte de las obras deberán estar protegidas durante toda la vida del autor y no menos de 50 años después de su muerte. En la mayoría de los países, este plazo de protección ha sido prolongado hasta 70-90 años después de la muerte del autor.
- El enlace con la prolongación de la vida del autor coloca en condiciones desiguales a autores longevos y a autores fallecidos a temprana edad.
- Las primeras obras de los autores pueden estar bajo protección hasta aproximadamente 150 años (dependiendo del término de vida del autor), mientras que las obras tardías, aproximadamente 70 años después de la muerte del autor.
- Las patentes de invención se otorgan solo por un plazo de 20-25 años, mientras que el derecho de autor es protegido durante toda la vida y unos 70 años después de la muerte del autor. Este hecho pone a inventores e ingenieros en condiciones desiguales en comparación con los autores protegidos con el derecho de autor. Es decir, con este sistema se le da mucha más importancia y protección a la literatura que a la ingeniería.

### Cálculo infundado de la duración de la protección
- Los derechos de autor pertenecen a los autores, aunque es posible su cesión a terceros en diferentes términos y acuerdos, no obstante, cada cesión que el autor otorga deja más débil su patrimonio.
- La cesión de parte de los derechos de autor a los editores cada vez es menos necesaria, ya que la figura del editor musical hoy en día se ha convertido en algo superfluo en la industria, y solo sirve a los intereses de grandes empresas a las que están asociadas, de forma directa que, tras la caída de venta de soportes discográficos, buscan sus beneficios en los derechos de propiedad intelectual, algo que para los autores resulta sumamente injusto.
- Hoy por hoy, se desaconseja de forma expresa, la cesión de derechos editoriales más allá de la vida del autor, pues tras el fallecimiento del este, los derechos de sus obras debieran de volver a ser patrimonio de sus herederos o, en todo caso, renegociables.
- La cesión del 50 % de los derechos de autor en los contratos editoriales se torna también abusiva, y se recomienda una negociación de esos porcentajes, una cesión máxima del 30 %, y un contrato editorial con unas claras contraprestaciones al autor, que en la mayoría de los casos no se producen.
- El panorama de los Derechos de Propiedad Intelectual está cambiando, y la legislación va muchos pasos por detrás de la propia evolución y cambios de la industria. Urge una profunda revisión del reparto de Derechos en todos los ámbitos comerciales de la industria musical, pero, especialmente en el mercado en línea, en donde se adoptó un modelo basado en la venta física, y que hoy no sirve, que es tremendamente injusto con los creadores, con los artistas y ejecutantes, y también con los propios consumidores.

### Monopolización de la expresión
El copyright establece que cualquier combinación de estímulos, ya sean sonoros, visuales u olfativos pertenezcan exclusivamente a la persona que los ha hecho efectivos. Por lo que podría considerarse como una monopolización de la libertad de expresión de una persona en determinado ámbito. El copyright haría propietario de una determinada combinación de elementos. A la hora de realizar efectiva la expresión individual de cada persona, la misma no podría usar esa misma combinación ya “registrada” o “protegida” por la ley por lo que sería una limitación indebida de la libertad individual de expresión, ya sea en un medio u otro.

### Propuestos del azar
El azar se ve contemplado como una cualidad matemática (y las matemáticas como cualidad en derecho) la cual no tiene finalidad (la expresión humana misma) ni patrón lógico, pero si origen (en la emisión de cualquier expresión humana). Por tanto, considerar una obra como “registrada” sería coartar la libertad de expresión usando como medio el azar mismo. Usar un conjunto de palabras, sonidos, imágenes o cualquier elemento de forma azarosa declinaría automáticamente cualquier intención de violación de copyright. Además, evidentemente, de obligar a la persona conocer todo tipo de combinaciones de elementos que pudieran ser considerados como una obra intelectual. Así, que, por lógica, no debe ser considerado delito en ningún sistema penal y perfectamente utilizable como recurso a la hora de defenderse de una demanda de estos tipos. Un ejemplo claro sería usar un programa para generar palabras al azar, a la hora de generarlas, sin querer, daría lugar a algún paralelismo con alguna combinación ya existente y registrada. Bien, no podría considerarse delito puesto que el medio que produce una finalidad es previsto mediante el azar y no de forma consciente o usando un patrón lógico.

### Contrario a la libre difusión de la cultura
Al producir obras bajo derechos de autor se limita la libre difusión de obras culturales, debido a esto muchos países han comenzado a legislar para que las obras producidas con fondos públicos se liberen bajo licencias libres como copyleft o Creative Commons para que puedan ser disfrutadas por toda la población sin límites ni diferencias, democratizando la cultura y la educación.

### Anula la libertad de expresión al restringirla
Otorgar un derecho de copia de un conjunto de expresiones (ya sean; imágenes, sonidos, olores o cualquier otra sensación) a un individuo limita a otro de esta, este simple acto restringe, es decir limita a otro individuo de esta expresión, lo cual sería contrario a la libertad de expresión, que es uno de los derechos fundamentales del ser humano, la copia está en el desarrollo natural de la vida, podemos observarla en la división de las células, el desarrollo del lenguaje se basa en copiar (repetir), por el contrario restringir la copia de información no cuenta con un aval en la naturaleza, la intención misma del copyright es contradictoria; difundir y contener al mismo tiempo. A pesar de esto, el argumento de este apartado, es una falacia, ya que la libertad de expresión, es de quien, justamente, se expresa. Bajo un Derecho de Autor bien entendido, es este el que detenta el poder de decidir en qué forma esa expresión se realiza.

## Regulación del derecho de autor

Mapa del plazo de derecho de autor según país. Los países en marrón claro establecen un plazo de la vida del autor más 70 años. Los países en amarillo establecen un plazo de la vida del autor más 50 años.

La legislación sobre derecho de autor cambia de un país a otro, aunque en sus formulaciones básicas está armonizada por tratados internacionales, el primero de los cuales fue el Convenio de Berna para la Protección de las Obras Literarias y Artísticas, firmado en 1886 y revisado por última vez en 1979. La Organización Mundial de la Propiedad Intelectual (OMPI), una organización de Naciones Unidas coordina y homologa las legislaciones nacionales y las prácticas comerciales que afectan al derecho de autor.[cita requerida]
Para ciertas obras y otro material objeto de protección, puede obtener una autorización acudiendo a una organización de gestión colectiva. Estas autorizan la utilización de obras y otro material protegido por el derecho de autor y los derechos conexos cuando resulta impracticable el ejercicio individual de los derechos por los titulares. Sin embargo, varias organizaciones internacionales no gubernamentales promueven el contacto entre distintas organizaciones de gestión colectiva nacionales.
Las leyes de cada país difieren especialmente en los siguientes puntos:
- Plazo de protección. En la mayoría de los países, los derechos de autor expiran una vez transcurridos 70 años tras la muerte del autor.
- Situación de las obras del Estado. En muchos países (pero no en todos), los documentos publicados por el Estado para uso oficial están en el dominio público.
- Tipo de material sujeto a derecho de autor

## Casos nacionales

### Alemania
Según la ley alemana, los documentos están en el dominio público (gemeinfrei) si han sido publicados como parte de una ley o de un decreto o edicto oficial, o si han sido publicados como un anuncio oficial o información pública.
La ley relevante es la sección 5 de la UrhG. La primera y más importante disposición establece: «Gesetze, Verordnungen, amtliche Erlasse und Bekanntmachungen sowie Entscheidungen und amtlich verfaßte Leitsätze zu Entscheidungen genießen keinen urheberrechtlichen Schutz» («Leyes, regulaciones, decretos oficiales y proclamaciones, así como decisiones y principios como guía a la toma de decisiones oficialmente escritos no disfrutan de protección de derecho de autor»).

### Antigua Unión Soviética
Las obras publicadas por la URSS antes del 27 de mayo de 1973 no están protegidas por las Convenciones Internacionales sobre Derecho de Autor y quedan por tanto en el dominio público.

### Argentina
En Argentina, el Derecho de autor está enmarcado, en principio, por el artículo 17 de la Constitución que expresa que «Todo autor o inventor es propietario exclusivo de su obra, invento o descubrimiento, por el término que le acuerde la ley». La Ley 11723 regula el régimen Legal de la Propiedad Intelectual en Argentina.
El artículo 5 de dicha ley establece que “La propiedad intelectual sobre sus obras corresponde a los autores durante su vida y a sus herederos o derechohabientes hasta setenta años contados a partir del 1 de enero del año siguiente al de la muerte del autor”. Casos especiales son los de la fotográfica y las películas. El artículo 34 de la ley aclara que las fotografías están protegidas solo por veinte años desde su primera publicación, aun si su autor está vivo. En tanto las obras fílmicas está protegido por cincuenta años desde la muerte del último de sus colaboradores.
En el caso de obras realizadas en colaboración, el plazo se cuenta desde el 1 de enero del año siguiente a la muerte del último de los autores. Si el autor no dejara herederos, los derechos pasan directamente al Estado Argentino por el mismo plazo que estipula la ley.
Aun con la existencia de la Dirección Nacional del Derecho de Autor (DNDA), donde se puede registrar una obra, la ley aclara que no es necesario el registro de una obra para que esta tenga protección jurídica. Se reconoce la obra como tal desde el momento de su creación.

### Bolivia
En Bolivia, la Ley 1322 sobre derechos de autor título IV, capítulo III, artículo 18 establece que «La duración de la protección concedida por la presente Ley será por toda la vida del autor y por 50 años después de su muerte, en favor de sus herederos, legatarios y cesionarios».

En el caso de obras realizadas en colaboración, el artículo 19 de dicha ley expresa: 
el plazo de cincuenta años correrá a partir de la muerte del último coautor que fallezca. Los derechos patrimoniales sobre las obras colectivas, audiovisuales y fotográficas, los fonogramas, los programas de radiodifusión y los programas de ordenador o computación, durarán cincuenta años a partir de su publicación, exhibición, fijación, transmisión y utilización, según corresponda o, si no hubieran sido publicados, desde su creación.
Dicho plazo de 50 años «se computará desde el día primero de enero del año siguiente al de la muerte o al de la publicación, exhibición, fijación, transmisión, utilización o creación, según proceda».

### Brasil
En Brasil actualmente esa materia es regulada por la ley n.º 9.610, de 19 de febrero de 1998. La ley brasileña contiene, con la denominación de derecho de autor, los derechos de autor propiamente dichos, así como los derechos conexos. En el caso de Brasil, los sucesores del autor de la obra pierden los derechos adquiridos después de setenta años de la muerte de este, tal como indica el artículo 41 de la Ley n.º 9.610, del 19 de febrero de 1998.

### Canadá
De acuerdo con la Ley de Derecho de Autor, los derechos de autor están vigentes toda la vida del autor más 50 años tras el final del año de su muerte (sección 6). Si la obra es anónima o seudónima entonces los derechos de autor abarcan o 50 años tras la publicación o 75 años tras la realización de la obra, lo que antes ocurra (sección 6.1).

### Colombia
En Colombia existe la Dirección Nacional de Derecho de Autor (DNDA), como un organismo del Estado Colombiano que posee la estructura jurídica de una Unidad Administrativa Especial adscrita al Ministerio del Interior y es el órgano institucional que se encarga del diseño, dirección, administración y ejecución de las políticas gubernamentales en materia de derecho de autor y derechos conexos. En tal calidad posee el llamado institucional de fortalecer la debida y adecuada protección de los diversos titulares del derecho de autor y los derechos conexos, contribuyendo a la formación, desarrollo y sustentación de una cultura nacional de respeto por los derechos de los diversos autores y titulares de las obras literarias y artísticas.
Dentro de este entorno, la acción institucional de la DNDA involucra el estudio y proceso de expedición, de la normatividad autoral de Colombia, así como la adhesión a los principales convenios internacionales sobre protección del derecho de autor y los derechos conexos.
De igual forma, la Dirección Nacional de Derecho de Autor participa activamente en todos los procesos de negociación comercial que adelanta Colombia a nivel bilateral y multilateral, y en los cuales se discuten los temas del derecho de autor y los derechos conexos.
Asimismo, le corresponde la administración del Registro Nacional de Derecho de Autor, el cual tiene por finalidad la inscripción de todo tipo de obras en el campo literario y artístico, así como los actos y contratos relacionados con la enajenación o cambio de dominio de éstas; todo con el fin de otorgar un título de publicidad y seguridad jurídica a los diversos titulares en este especial campo del derecho.

### Costa Rica
Derechos de autor de Propiedad Intelectual Legislación Nacional - Costa Rica. Ley n.º 6683
Ley de Derechos de Autor y Derechos Conexos.
También llamados ley de propiedad intelectual, esta protege las obras de autores costarricenses, domiciliados o no en el territorio nacional, y las de autores extranjeros domiciliados en el país.
Toda persona puede utilizar, libremente, en cualquier forma las obras intelectuales que son de dominio público; pero si pertenecen de un autor conocido, no podrá usarse su nombre en las publicaciones o reproducciones.
En la parte de radiofonía y comentarios no se permitirá la realización de audiciones o espectáculos públicos, sin que el usuario exhiba el programa en el que se indiquen las obras que serán vistas y con el nombre de sus autores.
En la parte cinematográfica, productor cinematográfico puede practicar todos los relacionados sobre su circulación y explotación, salvo a que esté de acuerdo que se exprese en un contrato con sus coautores.

### Chile
En Chile, el derecho de autor se encuentra regulado por la Constitución Política de la República (Artículo 19 N.º 25) y específicamente por la Ley N.º 17.336 de 1970, sobre Propiedad Intelectual y sus modificaciones, entre las que destacan la Ley N.º 19.166 de 1992, 19.912 y 19.234 de 2018 y la última reforma correspondiente a la Ley N.º 20.435 de mayo de 2010. De acuerdo con esta ley, por el solo hecho de la creación de una obra, el creador chileno o de extranjeros domiciliados en Chile, adquiere una serie de derechos, patrimoniales y morales, que resguardan el aprovechamiento, la paternidad y la integridad de la obra. La fecha de vigencia de estos derechos fue de 50 años después de la muerte del autor de la obra hasta el año 2004, donde producto del Acuerdo de Libre Comercio firmado con los Estados Unidos se aumentó a 70 años después de la muerte del autor de la obra.
El tipo de obra que se encuentra protegida son las de tipo literario, artística y literario-científicas, en sentido amplio. Por ejemplo, de acuerdo con esta ley, están protegidos los libros, las ilustraciones, las películas y los programas informáticos.
Los derechos de autores extranjeros que no están domiciliados en el país son protegidos de acuerdo con lo establecido por las convenciones internacionales suscritas y ratificadas por Chile, especialmente el Convenio de Berna para la Protección de las Obras Literarias y Artísticas, que Chile firmó y ratificó el año 1970, pero terminó de implementarse el año 1992.

### Dinamarca
Según la legislación danesa, Ley Refundida de Derechos de Autor de 2003, los derechos de autor sobre imágenes fotográficas expiran 50 años después de la creación de la imagen. Sin embargo, para obras fotográficas los derechos de autor expiran 70 años después de la muerte del autor. La diferencia entre obra e imagen no está bien definida.
En general se considera que una obra tiene que mostrar algún tipo de originalidad u otras propiedades artísticas propiedades. Las meras fotografías no se consideran obras sino imágenes. La interpretación es muy subjetiva. Existe cierto debate sobre si las fotografías realizadas por un fotógrafo profesional constituyen obras y no simples imágenes.

### Ecuador

#### Marco constitucional ecuatoriano
La Constitución Política de la República del Ecuador, expedida y aprobada en el año 2008, a la altura de su Capítulo Segundo de los Derechos del Buen Vivir, Sección Cuarta, artículos del 21 al 25, reconoce a los ciudadanos del Ecuador, así como a los ciudadanos extranjeros en los términos del mismo cuerpo constitucional y demás Tratados Internacionales aplicables, derechos sobre las creaciones culturales y científicas.
Más específicamente, el artículo 22 del mismo cuerpo constitucional, reconoce el derecho que tienen todas las personas, a desarrollar su capacidad creativa, así como al ejercicio digno y sostenido de las actividades culturales y artísticas, como también a beneficiarse de los derechos morales y patrimoniales que les correspondan por las producciones científicas, literarias o artísticas de su autoría.
El artículo 322 de la Constitución aludida, reconoce también la propiedad intelectual y, dentro de esta, a la que deriva de las creaciones inherentes al Derecho de Autor, como una forma de propiedad legítima en los términos contemplados en la Ley, en este caso, la Ley de Propiedad Intelectual, codificación 2006-013, publicada en el Suplemento del Registro Oficial número 426 del 28 de diciembre de 2006. Adicionalmente, este artículo introduce algunas prohibiciones sobre la propiedad intelectual como:
- Apropiación sobre conocimientos colectivos.
- Apropiación sobre ciencias, tecnologías y saberes ancestrales.
- Apropiación sobre recursos genéticos que contienen la diversidad biológica y la agrobiodiversidad.

#### Marco legislativo ecuatoriano
En lo relativo a la evolución normativa que se ha verificado en el país, hay que tener en cuenta que dicha normativa hace su aparición con las siguientes leyes:
- Ley de Derechos de Autor, publicada en el Registro Oficial N.º 149, del 14 de agosto de 1976.[28]
- Ley de Marcas de Fábrica, publicada en el Registro Oficial N.º 194, del 18 de octubre de 1976.[29]
- Ley de Patentes de Exclusiva Explotación de Inventos, publicada en el Registro Oficial N.º 195, del 19 de octubre de 1976.[30]

Estas leyes fueron derogadas por la Codificación a la Ley de Propiedad Intelectual N.º 2006-013, publicada en el Suplemento del Registro Oficial N.º 426 del 28 de diciembre de 2006, conformada por las siguientes normas:
- Ley N.º 83, publicada en el Registro Oficial N.º 320, del 19 de mayo de 1998.[31]
- Ley N.º 108, publicada en el Registro Oficial N.º 367, del 23 de junio de 1998.[32]
- Ley N.º 2000-16, publicada en el Registro Oficial N.º 77, del 15 de mayo de 2000.[33]
- Ley N.º 161-2000-TP, publicada en el Registro Oficial N.º 173, del 28 de septiembre de 2000.[34]

Finalmente, la Codificación número 2006-013 o, simplemente Ley de Propiedad Intelectual, vigente en el país, fue modificada por los siguientes cuerpos normativos:
- Resolución N.º 0004-2008-TC, publicada en el Suplemento del Registro Oficial N.º 441 del 7 de octubre de 2008.[35]
- Ley s/n, publicada en el Suplemento del Registro Oficial N.º 544 del 9 de marzo de 2009.[36]

Adicionalmente, cabe señalar que sobre dicha codificación se ha elaborado el Reglamento a la Ley de Propiedad Intelectual, a través del Decreto N.º 508, publicado en el Registro Oficial N.º 120 del 1 de febrero de 1999.

#### Autor y titularidad
De conformidad con la normativa enmarcada, Autor es la Persona Natural que realiza la creación intelectual, excluyendo a las Personas Jurídicas de ostentar tal calidad. Sin embargo, se debe dejar en claro que, en estos casos, las mismas Personas Jurídicas pueden ser Titulares de los Derechos de Autor, sean estos morales o patrimoniales. De esto se deriva que los titulares del Derecho de Autor pueden ser personas distintas del Autor y, en consecuencia, que no por ser titular de los derechos de Autor, se pueda ser Autor u ostentar dicha calidad.

#### Objeto del derecho de autor
El artículo octavo de la Ley de Propiedad Intelectual vigente en el país señala como objeto del Derecho de autor, “las obras del ingenio, en el ámbito literario o artístico, cualquiera que sea su género, forma de expresión, mérito o finalidad”.
El artículo referido desarrolla además la independencia sobre el soporte material que incorpora la obra, porque son niveles distintos de la obra en sí misma (diferencia tradicional entre corpus mysticum y corpus mechanicum). Finalmente, recoge un principio fundamental en materia de Derecho de Autor, esto es, que el goce o ejercicio de estos derechos, no están supeditados al requisito del registro o al cumplimiento de cualquier otra formalidad.
El mismo artículo octavo recoge una lista ejemplificativa de las obras protegidas por el derecho de autor, las cuales se pueden resumir en “toda creación intelectual original, susceptible de ser divulgada o reproducida en cualquier forma, conocida o por conocerse”. El artículo noveno reconoce, adicionalmente, derechos sobre las obras derivadas de una obra originaria, siempre que:
- Subsistan sobre las obras originarias.
- Se cuente con la autorización del autor de la obra originaria.
- Revistan características de originalidad.

El mismo cuerpo normativo, en su artículo décimo, señala que no son objeto de la protección del derecho de autor los siguientes:
- Las ideas contenidas en las obras, los procedimientos, métodos de operación o conceptos matemáticos en sí; los sistemas o contenido ideológico o técnico de las obras científicas, ni su aprovechamiento industrial o comercial.
- Las disposiciones legales y reglamentarias, las resoluciones judiciales y los actos, acuerdos, deliberaciones y dictámenes de los organismos públicos, así como sus traducciones oficiales.

De igual forma, la normativa vigente recoge disposiciones especiales sobre cierto tipo de obras. En este caso, podemos señalar entre estas, las siguientes:
- Programas de ordenador
- Obras audiovisuales
- Obras arquitectónicas
- Obras de artes plásticas

Es importante tener en cuenta que dichas disposiciones especiales amplían o modifican el contenido del derecho de autor, por lo que conviene estar al tanto de su contenido, para evitar confusiones respecto del contenido tradicional del derecho de autor.

#### Transmisión y transferencia del derecho de autor
En lo relativo a la transmisión de derechos de autor por causa de muerte, estos se transfieren a los herederos y legatarios del autor, de conformidad con las normas del Código Civil ecuatoriano. En caso de que los herederos deseen explotar la obra del Autor Causante, se necesitará del consentimiento mayoritario de los herederos. Por lo demás, la transferencia de los derechos de autor se hace mediante contrato de autorización de uso de explotación de obras a favor de terceros, los que deben otorgarse por escrito, ser onerosos y durar el tiempo previsto en el contrato, pudiendo renovarse indefinidamente por común acuerdo de las partes otorgantes.

#### Limitaciones y excepciones al derecho de autor
El artículo ochenta de la Ley de Propiedad Intelectual vigente en el país, señala que el Derecho de Autor durará toda la vida del autor y setenta años después de su fallecimiento, cualquiera que sea el país de origen de la obra. Por supuesto, nos referimos al derecho patrimonial del autor, ya que sus derechos morales no se extinguen y pueden ser sucedidos a sus herederos. En caso de tratarse de una obra en colaboración, el tiempo de protección sobre los derechos patrimoniales de los coautores, se cuenta desde el fallecimiento del último coautor. En caso de tratarse de una obra anónima, si el nombre del autor no se da a conocer en el plazo de setenta años a partir de la fecha de la primera publicación, la obra pasa al dominio público, pero, si durante este plazo aparece el nombre del autor, el plazo de protección es de setenta años desde el fallecimiento de dicho autor. Si una obra se da a conocer por partes, esto es, por volúmenes o capítulos, el plazo de protección de setenta años corre desde la publicación del último volumen o capítulo. Finalmente, existe un caso especial en el que la Persona Jurídica sea la titular de obra, por lo que el plazo de protección es de setenta años a partir de la realización, divulgación o publicación de la obra, lo que sucediera en última instancia.
Una vez transcurridos los plazos señalados en el párrafo superior, las obras pasan al dominio público, lo que implica que pueden ser aprovechadas por cualquier persona, limitadas eso sí, por el ejercicio de los derechos morales.
En materia de excepciones al Derecho de Autor, tenemos que siempre que se respeten los usos honrados y no atenten a la normal explotación de las obras, causen perjuicios al titular de los derechos y sean lícitos, se pueden llevar a cabo cierto tipo de actos, de una lista excluyente, sin autorización del autor ni remuneración alguna, desarrollada en el artículo 83 de la Ley de Propiedad Intelectual vigente.
En materia de derechos conexos, los mismos se reconocen y protegen sin afectar en modo alguno la protección del derecho de autor, ni poder realizar ninguna interpretación en menoscabo de dicha interpretación para, entre otros, los siguientes casos:
- los artistas
- intérpretes
- ejecutantes
- productores de fonogramas
- organismos de radiodifusión

### El Salvador
La ley para la protección intelectual entró en vigor el 7 de abril de 1989 estuvo vigente hasta el 16 de julio de 2002, fecha en que fue derogada por la nueva ley de marcas y signos distintivos que entró en vigor 17 de julio de 2002. Para los países miembros del Convenio de Berma, la regla general dispone que se debe conceder protección, como mínimo, hasta que concluya un periodo de 50 años a partir de la muerte del autor; sin embargo, en algunos países el plazo puede ser mayor, como en el caso de El Salvador en donde la ley de propiedad intelectual establece un plazo de protección de 70 años a partir del día de la muerte del autor pudiendo gozar de este derecho incluso sus herederos.

### España
En España se conoce como Ley de la Propiedad Intelectual a lo que los ordenamientos jurídicos denominan derecho de autor. La Ley de Propiedad Intelectual (LPI) data de 11 de noviembre de 1987. Tras algunas reformas y la aprobación de varias leyes especiales, en 1996 se llevó a cabo, mediante el Real Decreto Legislativo 1/1996, una refundición que ya ha sido objeto de modificaciones posteriores por la Ley 5/1998 y las Leyes 19 y 23/2006. Una característica fundamental de dicho ordenamiento es que se configura al derecho de autor como único, pero integrado por varias facultades; así: de reproducción, comunicación, distribución, transformación… Una propiedad esencial del derecho de autor en España es que tiene por objeto un bien inmaterial: la obra.
El Real Decreto Legislativo consta de cuatro libros que tratan el derecho de propiedad intelectual y suponen el centro clave de la aplicación de estos derechos. El primer libro aclara de forma concisa qué se entiende por derechos de autor, qué obras protege y bajo qué características. Además, como ya se ha explicado anteriormente, trata los derechos morales y de explotación, es decir, patrimoniales de las obras. Sin embargo, se centra mayormente en tratar el objeto de la legislación. En el segundo libro, en cambio, se hace mayor hincapié en los autores y entidades que producen las obras y la protección sui géneris. El tercer libro trata de cómo se debe llevar a cabo la protección de estos derechos: indemnizaciones, el registro de las obras, indicaciones, protecciones tecnológicas, etc. Finalmente, en el libro cuarto se establecen los ámbitos de aplicación de esta legislación.
En la actualidad, y tal como establece la LPI, puede decirse de modo general que, en el caso más simple y frecuente de un solo autor, los derechos de explotación de la obra duran toda la vida del autor y 70 años después de su muerte o declaración del fallecimiento. En caso de obras con varios autores (obras en colaboración), los 70 años cuentan a partir de la muerte del último autor en fallecer. En los casos de obras con varios autores, pero editadas y divulgadas bajo un único nombre (obras colectivas), obras seudónimas y obras anónimas, los 70 años cuentan desde la fecha de publicación.
Sin embargo, hay que considerar que la ley de 1879 establecía un plazo de protección de las obras de 80 años a partir de la muerte del autor, lo que ha sido respetado en la LPI de 1987 mediante varias disposiciones transitorias. Esto hace que el plazo efectivo de la mayoría de las obras cercanas a la expiración sea de 80 años (será así hasta 2057).
La aplicación de estas leyes se lleva a cabo mediante entidades de gestión de derechos de propiedad intelectual: SGAE, CEDRO, VEGAP, DAMA, AIE, AISGE, AGEDI y EGEDA. Estas entidades funcionan como instrumento que tiene como normativa central las leyes ya nombradas. Éstas funcionan como compañías que cooperan con los artistas para asegurar la protección de sus derechos. Además, colaboran con el gobierno para establecer tasas, impuestos o la configuración de las indemnizaciones.
En la legislación española el Real Decreto Legislativo 1/1996, de 12 de abril, por el que se aprueba el texto refundido de la Ley de la Propiedad Intelectual, regula en su art. 146 los símbolos o indicaciones de reserva de derechos:

El titular o cesionario en exclusiva de un derecho de explotación sobre una obra o producción protegidas por esta Ley podrá anteponer a su nombre el símbolo © con precisión del lugar y año de la divulgación de aquellas.

También se establece que en las copias de fonogramas o las envolturas de estos se podrán anteponer al nombre del productor o de su cesionario, el símbolo ℗, indicando el año de la publicación.
Estos símbolos y referencias deberán hacerse constar de modo que se muestren claramente que los derechos de explotación están reservados.
El símbolo ℗ representa la reserva de los derechos de autor sobre una grabación, y es la abreviatura de la palabra “fonógrafo”, phonograph en inglés, o registro fonográfico. Este símbolo hace referencia al fonograma (máster de audio) no a la obra musical en sí grabada; es muy común verlo impreso en las contraportadas de los discos. Por otro lado, el símbolo © sí hace referencia al derecho de copia (copyright) que protege obras intelectuales, como letras y la música de una canción (escritos), libros, obras dramáticas, obras cinematográficas y audiovisuales; dibujos, pinturas; programas de ordenador, etc.

#### Canon digital
La LPI explícitamente recoge en el artículo 31 el derecho a la copia privada, es decir, el derecho a hacer copias privadas sin permiso del autor siempre que no exista ánimo de lucro. Para compensar a los autores, introduce el pago de un canon compensatorio asociado a algunos soportes de grabación (CD, DVD, casetes, reproductores MP3…) y grabadoras (cámaras fotográficas, grabadoras de CD/DVD, fotocopiadoras…). Los importes recogidos por este concepto tienen que ser gestionados a través de sociedades de gestión de derechos de autor (como SGAE y CEDRO).

### Guatemala
Ley de Derecho de Autor y Derechos Conexos - (Decreto N.º 33-98, y modificaciones introducidas por Decreto N.º 56-2000 y por Decreto N.º 11-2006).
El Decreto N.º 56-2000 del Congreso de la República, además de aprobar reformas a la Ley de Derechos de Autor y Derechos Conexos, en su artículo 43 modificó expresamente el artículo 274 del Código Penal, y entró en vigor el 1 de noviembre del 2000.

### Honduras
Ley de derechos de autor y de derechos Conexos entró en vigor el 15 de enero de 2000, fue aprobada por el Decreto N.º 4-99-E

### India
Según la legislación india sobre derecho de autor, todas las imágenes que se publicaron en la India hace más de 60 años están en el dominio público.

### México
La Real Orden del 20 de octubre de 1764, dictada por Carlos III, es el primer antecedente del derecho de autor en México. En ella se mencionaba, entre otras cosas, que dicho privilegio no se extinguía con la muerte, además de que establecía por primera vez el término dominio público.
En 1846 se expidió un decreto sobre propiedad, en el que se incrementaba el derecho de los herederos a treinta años.
Posteriormente, el 30 de diciembre de 1947, se expidió en México la primera ley autónoma que regía los derechos de autor, la cual se publicó con el nombre de Ley Federal del Derecho de Autor; posteriormente, a partir de 1971, el artículo 28 de la Constitución Política de los Estados Unidos Mexicanos contempla la protección de los privilegios que se conceden a los autores y artistas para la reproducción de sus obras, y a los que, para el uso exclusivo de sus inventos, se otorguen a los inventores y perfeccionadores de alguna mejora, desde esta fecha y hasta 1991 que la ley fue reformada para adaptarla a la normatividad del Tratado de Libre Comercio de América del Norte, sufrió mínimos cambios y modificaciones.
Finalmente, como menciona Carrillo Toral el 22 de diciembre de 1993 se modificaron varias disposiciones, y tales reformas y adiciones se mantuvieron hasta el 25 de marzo de 1997, fecha en que entró en vigor la actual Ley Federal del Derecho de Autor, inscrita en el artículo 28 constitucional.[cita requerida]
El Instituto Nacional del Derecho de Autor (Indautor), que dependía de la Secretaría de Educación Pública (SEP) y que en el 2015 pasó a formar parte de la Secretaría de Cultura del gobierno federal; es la instancia administrativa que tiene como misión “salvaguardar los derechos autorales, promover su conocimiento en los diversos sectores de la sociedad, fomentar la creatividad y el desarrollo cultural e impulsar la cooperación internacional y el intercambio con instituciones encargadas del registro y protección del derecho de autor y derechos conexos.”
México, al igual que el resto del mundo, se enfrenta al reto más grande, la globalización, digitalización y rápido acceso a todo tipo de información, motivo que le ha llevado a firmar tratados internacionales, desde el Convenio de Berna para la Protección de Obras Literarias y Artísticas (9 de septiembre de 1886), pasando por el Tratado de Libre Comercio de América del Norte de la OMC hasta llegar al Tratado de Libre Comercio con la Unión Europea, con el fin de proteger los derechos de autor moral y patrimonial. Todos estos tratados cuentan con rango de Ley suprema, como se establece en el artículo 133 de la Constitución; por tanto, son de carácter obligatorio dentro del territorio mexicano.[cita requerida]
Un proyecto de ley que, a pesar de haber sido propuesta por la Cámara de Representantes de los Estados Unidos de América por el representante Lamar S. Smith el 26 de octubre de 2011 y que involucra a organizaciones y empresas de los Estados Unidos, es de interés de todos los países y usuarios del mundo, pues, en caso de ser aprobada, las consecuencias y repercusiones serán de carácter internacional. Esta ley, llamada SOPA por sus siglas en inglés (Stop Online Piracy Act), busca terminar con todas las actividades ilegales dentro de internet, expandir las capacidades de la ley estadounidense para combatir el tráfico de contenidos con derechos de autor y la violación de estos, bloqueo de sitios infractores al igual que los resultados que conducen al sitio a través de los motores de búsqueda y la posibilidad de obligar a los proveedores de Internet a bloquear el acceso a los dominios infractores. En México, esta ley tiene su símil, lleva por nombre ley Döring y es una iniciativa por parte del senador miembro del parlamento del Partido Acción Nacional Federico Döring Casar, presentada el 15 de diciembre del 2011, la cual propone que toda reproducción, incluida la descarga ilegal de material protegido por derechos de autor sea considerada una infracción así como la modificación de la ley federal de derechos de autor. (*1)
Según la Ley Federal del Derecho de Autor (23 de julio de 2003), los derechos patrimoniales de autor están vigentes durante toda la vida del autor más 100 años tras el final del año de la muerte del autor más joven o de la fecha de publicación en caso de los gobiernos federal, estatal o municipal. Existen dos excepciones a esta regla:
- Las obras que ingresaron al dominio público antes del 23 de julio de 2003.
- Las obras que, por su naturaleza, están protegidas por una reserva de derechos.

En general, esto significaría que obras creadas por alguien fallecido antes del 23 de julio de 1928 (75 años antes) eluden esa regla, debido a que un decreto que modificó diversas leyes relacionadas con el Tratado de Libre Comercio de América del Norte estableció los derechos por 75 años:

ARTÍCULO NOVENOSe reforman el primer párrafo de la fracción 1 del Artículo 23, el Artículo 81 y el último párrafo del Artículo 146 y se adiciona un párrafo tercero al Artículo 90, de la Ley Federal de Derechos de Autor, para quedar como sigue:
Artículo 9.º
Las compilaciones de datos o de otros materiales, legibles por medio de máquinas o en otra forma, que por razones de la selección y disposición de su contenido constituyan creaciones de carácter intelectual, estarán protegidas como tales Esta protección no se extenderá a los datos o materiales en sí mismos, ni se otorgará en perjuicio de ningún derecho de autor que exista sobre tales datos o materiales.
Artículo 29.º
1.- La vida del autor y, a partir de su muerte, cien años más.
Cuando la obra le pertenezca a varios coautores los cien años se contarán a partir de la muerte del último, y
II.- a V. -…
Artículo 81
Es libre la utilización de obras del dominio público, con la sola limitante de reconocer invariablemente los derechos a que se refieren las fracciones 1 y II del Artículo 2.º
TRANSITORIOS
PRIMEROEl presente Decreto entrará en vigor el 1 o de enero de 1994.
CUARTOLa ampliación del plazo de protección de los derechos de propiedad intelectual a que se refiere la fracción 1 del Artículo 23 de la Ley Federal de Derechos de Autor que se reforma, será aplicable a aquellos derechos que no hayan ingresado al régimen de dominio público a la fecha en que el presente Decreto entre en vigor.

En el Convenio de Berna para la Protección de las Obras Literarias y Artísticas, que fue firmada el 24 de julio de 1971 y puesta en vigor el 17 de diciembre de 1974, establecía que la protección del derecho patrimonial era de 50 años, por lo que las obras de autores fallecidos antes del 1 de enero de 1944 ya estaban en dominio público en 1994 e incluso en 2003.
Sin embargo, la Ley Federal sobre el Derecho de Autor en 1947 establecía un plazo de hasta 20 años después de su muerte.
La Legislación Mexicana reconoce dos prerrogativas del derecho de autor: el derecho moral y el derecho patrimonial; además, se protege los derechos conexos.
Normatividad
La normatividad en México se circunscribe en leyes, normas y reglamentos, las cuales están basadas en tratados y recomendaciones a nivel internacional que administra la Organización Mundial de la Propiedad Intelectual (OMPI). En 1946 suscribió la Convención Interamericana sobre el Derecho de Autor, celebrada en Washington, misma que dio lugar al surgimiento de la primera Ley Federal sobre el Derecho de Autor (LFDA) de 1947; el 20 de diciembre de 1955 se adhirió a la Convención sobre Propiedad Literaria y Artística. Asimismo, en 1968 se adhirió al Convenio de Berna para la Protección de las Obras Literarias y Artísticas.
La normativa principal es la siguiente:
- Constitución Política de los Estados Unidos Mexicanos,[52] última reforma publicada el 10 de julio de 2015.
- Ley Federal del Derecho de Autor,[53] última reforma publicada el 3 de marzo de 2015.
- Reglamento de la Ley Federal del Derecho de Autor,[54] última reforma 14 de septiembre de 2005.

El 30 de abril de 2009 se publicó el “Decreto por el que se adiciona un párrafo noveno al artículo 4o.; se reforma la fracción XXV y se adiciona una fracción XXIX-Ñ al artículo 73 de la Constitución Política de los Estados Unidos Mexicanos” a través del cual se faculta al Congreso de la Unión “para legislar en materia de derecho de autor y otras figuras de la propiedad intelectual relacionadas con la misma, tales como los derechos conexos de artistas intérpretes o ejecutantes, productores de fonogramas y organismos de radiodifusión, así como las reservas de derechos al uso exclusivo, entre otros”, mismo que entró en vigor el 1.º de mayo de 2009.
En el mismo Decreto se establece que todos los actos jurídicos fundamentados en la Ley Federal del Derecho de Autor vigente y las demás leyes anteriores aplicables a la materia (desde los códigos civiles de 1870, 1884 y 1928 hasta las leyes de 1948 y 1956, con sus respectivas reformas) conservarán su validez.
En la reforma a la LFDA del 23 de julio de 2003 (Artículo 29. Ley Federal del Derecho de Autor. Reforma publicada en el Diario Oficial de la Federación el 23 de julio de 2003), una de las importantes modificaciones es la que corresponde a la ampliación del derecho de autor a cien años más a partir de su muerte, los cuales se contarán, en el caso de que la obra pertenezca a varios coautores, a partir de la muerte del último, así como cien años después de divulgadas.
(Artículo 29.- …I.- La vida del autor y, a partir de su muerte, cien años más. Cuando la obra le pertenezca a varios coautores los cien años se contarán a partir de la muerte
del último, y II.- Cien años después de divulgadas.)

### Nicaragua
Ley de Derechos de Autor y derechos conexos Publicada en La Gaceta, Diario Oficial, No.166 y 167 del 31 de agosto y 1 de septiembre de 1999. Reformado por Arto.21, Ley 394 – Ley de Depósito Legal de la República de Nicaragua, publicada en la Gaceta D.O. No.136, del 18 de julio de 2001.
Según Los siguientes artículos de la constitución nicaragüense la duración de los derechos de autor cambia según las siguientes condiciones
- ARTÍCULO 27. Los derechos patrimoniales durarán toda la vida del autor y setenta años después de su muerte o de la declaración de su fallecimiento o de la respectiva declaración de ausencia.
- ARTÍCULO 28. En las obras seudónimas o anónimas y colectivas los derechos patrimoniales durarán setenta años desde su divulgación, a menos que antes de cumplirse este plazo fuere conocido el autor. En tal caso se aplicará lo previsto en el artículo anterior.
- ARTÍCULO 29. En el caso de una obra en colaboración, el plazo de duración de los derechos previstos en el Artículo 27 de la presente Ley se computará desde la muerte del último coautor sobreviviente.
- ARTÍCULO 30. Los plazos establecidos en esta sección se computarán desde el primer día de enero del año siguiente al de la muerte del autor, o en su caso, al de la divulgación, publicación o terminación de la obra.

### Panamá
La Constitución Política de la República de Panamá dispone que todo autor, artista o inventor goza de la propiedad exclusiva de su obra o invención, durante el tiempo y en la forma que establezca la Ley. La legislación vigente de derecho de autor en Panamá es la Ley N° 64 de 10 de octubre de 2012 sobre el Derecho de Autor y Derechos Conexos, la cual dispone que se inspira en el bienestar social y en el interés público, y protegen los derechos de los autores sobre sus obras literarias, didácticas, artísticas o científicas, cualquiera sea su género, forma de expresión, mérito o destino así como sus derechos conexos.
Las siguientes disposiciones se observan en la Ley de derecho de autor:
- Los derechos reconocidos son independientes de la propiedad del objeto material en el cual este incorporada la obra y no están sujetos al cumplimiento de ninguna formalidad. Los beneficios de los derechos que emanan de la ley requieren una prueba de la titularidad.
- Quedan también protegidos los derechos conexos.
- Toda acción que tienda a reclamar los beneficios del derecho de autor tendrá efectos hacia el futuro.
- El autor es el titular originario de los derechos morales y patrimoniales sobre la obra.
- Se presume autor a quien aparezca como tal en la obra, mediante su nombre, firma o signo que lo identifique.
- Cuando la obra se divulga en forma anónima o con seudónimo, el ejercicio de los derechos corresponde a la persona natural o jurídica que la divulgue con el consentimiento del autor, mientras este no revele su identidad.
- El objeto del derecho de autor es la obra como resultado de la creación intelectual.
- Se consideran comprendidas entre las obras protegidas por la ley, especialmente las siguientes:
  - Las obras expresadas por escrito, incluidos los programas de ordenador,
  - Las conferencias, alocuciones, sermones y otras obras consistentes en palabras expresadas oralmente;
  - Las composiciones musicales, con o sin letra,
  - Las obras dramáticas y dramáticomusicales,
  - Las obras coreográficas, pantomímicas, las obras audiovisuales, cualquiera sea el soporte material o procedimiento empleado;
  - Las obras fotográficas y las expresadas por procedimiento análogo o la fotografía;
  - Las obras de bellas artes, incluidas las pinturas, dibujos, esculturas, grabados y litografías;
  - Las obras de arquitectura, las obras de arte aplicado, las ilustraciones, mapas, planos, bosquejos y obras relativas a la geografía, la topografía, la arquitectura o las ciencias; y,
  - En fin, toda producción literaria, artística, didáctica o científica susceptible de ser divulgada o publicada por cualquier medio o procedimiento.

Son también objeto de protección las traducciones, adaptaciones, transformaciones o arreglos de obras de expresiones del folclor, así como también las antologías o complicaciones de obras diversas y las bases de datos que, por la selección o disposición de las materias, constituyen creaciones personales. El derecho patrimonial dura la vida del autor y setenta años después del fallecimiento del autor, y se transmite por causa de muerte de acuerdo con las disposiciones del Código Civil (Artículo 59 de la Ley de derecho de autor). En la obra en colaboración, el plazo de duración se contará desde la muerte del último coautor.
La protección reconocida por la Ley no alcanza a los textos de las leyes, decretos, reglamentos oficiales, tratados públicos, decisiones judiciales y demás actos oficiales; ni a las expresiones genéricas del folclor, noticias del día, ni a los simples hechos y datos.

### Perú
En el Perú, el Decreto Legislativo 822 - Ley sobre el derecho de Autor, del 23 de abril de 1996, regula la propiedad intelectual. Sobre la duración de la protección de los derechos de autor, dispone lo siguiente:

Artículo 52.º. El derecho patrimonial dura toda la vida del autor y setenta años después de su fallecimiento, cualquiera que sea el país de origen de la obra, y se transmite por causa de muerte de acuerdo a las disposiciones del Código Civil.

En las obras en colaboración, el período de protección se contará desde la muerte del último coautor.
Artículo 53.º. En las obras anónimas y seudónimas, el plazo de duración será de setenta años a partir del año de su divulgación, salvo que antes de cumplido dicho lapso el autor revele su identidad, en cuyo caso se aplicará lo dispuesto en el artículo anterior.

Asimismo, respecto a los límites de la propiedad intelectual, el citado Decreto Legislativo dispone que:

Artículo 9.º. No son objeto de protección por el derecho de autor:

a) Las ideas contenidas en las obras literarias o artísticas, los procedimientos, métodos de operación o conceptos
matemáticos en sí, los sistemas o el contenido ideológico o técnico de las obras científicas, ni su aprovechamiento industrial o comercial.

b) Los textos oficiales de carácter legislativo, administrativo o judicial, ni las traducciones oficiales de los mismos, sin perjuicio de la obligación de respetar los textos y citar la fuente.

c) Las noticias del día, pero, en caso de reproducción textual, deberá citarse la fuente de donde han sido tomadas.

d) Los simples hechos o datos.

### Uruguay
La ley 9.739 de propiedad literaria y artística vigente en Uruguay, aprobada el 17 de diciembre de 1937, con las modificaciones correspondientes sancionadas en la ley 17.616 de derechos de autor y derechos conexos, aprobada el 10 de enero de 2003, establece en su artículo 14 que (…) el autor conserva su derecho de propiedad durante toda su vida, y sus herederos o legatarios por el término de cincuenta años a partir del deceso del causante. Agrega a su vez en el artículo 40 que (…) terminado el referido plazo de cincuenta años, la obra entra en el dominio público. En 2021, el plazo se extendió a 70 años.

### República Dominicana
La Constitución de la República Dominicana establece la protección de la propiedad exclusiva por el tiempo y en la forma que determine la ley, de los inventos y descubrimientos, así como las producciones científicas, artísticas y literarias (Art. 8, N.º 14). A estos fines y durante muchos años, los derechos de los autores estuvieron protegidos por la Ley 32-86 del 4 de julio de 1986, que fue derogada y sustituida por la Ley 65-00 del 21 de julio del 2000 sobre Derechos de Autor.
Los derechos de autor son protegidos por un período que abarca la duración de toda su vida (la del autor), y cincuenta (50) años a partir de su muerte, respecto de su cónyuge, herederos y causahabientes. Sin embargo, algunas obras son protegidas por determinado número de años indicados expresamente por la Ley. En el caso de las fotografías, obras colectivas y programas de computadora, la protección otorgada es por un período de cincuenta (50) años.
Aunque la Ley establece un procedimiento para el registro de los derechos de autor en el Registro Nacional de Derecho de Autor, la propia ley protege a los autores independientemente de toda formalidad y, en consecuencia, la omisión del registro no perjudica los derechos que les son reconocidos.

### Venezuela
La Ley sobre el Derecho de Autor, fue publicada según Gaceta Oficial N.º 4.638 Extraordinaria de fecha 1 de octubre de 1993. Abarca regulaciones relacionadas entre otras cosas con los derechos protegidos, contenido y de los límites de los derechos de explotación de la obra por terceros, derechos conexos al derecho de autor, registro y depósito de la producción intelectual, acciones civiles y administrativas, sanciones penales. No ha sido objeto de reformas ni actualizaciones desde su promulgación. Para esta ley “el derecho de autor dura toda la vida de éste y se extingue a los sesenta años contados a partir del primero de enero del año siguiente al de su muerte, incluso respecto a las obras no divulgadas durante su vida”.

### Países no hispanohablantes
También es un tema de interés general la regulación en países no hispanohablantes, ya que algunas administraciones como la estadounidense regulan gran parte de los contenidos que se distribuyen a escala mundial. En este caso concreto, la regulación viene dada por el registro en la Oficina del Derecho de Autor de los Estados Unidos.

### Unión Europea
A pesar de que el establecimiento de la normativa de propiedad intelectual corresponde a las naciones, la Unión Europea desarrolla también tratados y normativas que defienden y protegen estos derechos. De esta forma se garantiza una buena cooperación entre los países en cuanto a los derechos de propiedad intelectual se refieren, ya que, esta unión se preocupa principalmente de los asuntos económicos y de comercio. Por ello encontramos en el Tratado de Funcionamiento de la Unión Europea dos artículos que funcionan como base para establecer diferentes leyes ordinarias de derechos de autor para unificar y coordinar las leyes nacionales (art. 114 y art. 118).
Aunque frecuentemente se utiliza el término propiedad intelectual o derechos de autor para denominar a todos estos derechos, la Unión Europea considera la separación de estos dos derechos en dos grandes grupos: la propiedad industrial y los derechos de autor. Por un lado, los derechos de autor corresponden con las obras literarias y artísticas, es decir, el contenido más cultural. La protección solía ser de 50 años, después de muerte del autor o la publicación, y se amplió a 70 años. Por otro lado, los derechos de propiedad industrial se corresponden con las patentes, modelos industriales, marcas, dibujos, etc. Y, como se ha dicho anteriormente, ya que la UE se preocupa en mayor medida por el comercio, se ocupa mayormente de los derechos de propiedad industrial. Así pues, asegura una mayor protección de los derechos que se refieren a la producción industrial para proteger la incipiente industria de los países miembros, por un lado, de la competencia interna desleal dentro de la unión, y, por otro lado, de la competencia internacional.
Sin embargo, los derechos de autor (en referencia a los contenidos artísticos) no quedan desprotegidos, ya que, al igual que España, se regulan y se impulsan las organizaciones de gestión colectiva que funcionan de la misma forma. Pero en este caso, el Parlamento de la Unión Europea también participa en la organización y regulación de las organizaciones de gestión para establecer requisitos y así garantizar el elevado nivel administrativo, financiero, administrativo e informativo de los mismos.